# Бацендорф
Бацендорф (фр. Batzendorf) насеље је и општина у источној Француској у региону Алзас, у департману Доња Рајна која припада префектури Хагенау.
По подацима из 2011. године у општини је живело 946 становника, а густина насељености је износила 140,36 становника/km². Општина се простире на површини од 6,74 km². Налази се на средњој надморској висини од 195 метара (максималној 206 m, а минималној 161 m).

## Демографија
| 1962. | 1968. | 1975. | 1982. | 1990. | 1999. | 2011. |
| ----- | ----- | ----- | ----- | ----- | ----- | ----- |
| 513   | 534   | 651   | 718   | 733   | 826   | 946   |

График промене броја становника у току последњих година